# Thomas Hess (Drehbuchautor)
Thomas Hess (* 1968 in Winterthur) ist ein Schweizer Filmregisseur und Drehbuchautor.

## Leben
Hess wurde 1968 in Winterthur geboren. 1999 schloss er ein Studium im Bereich Film/Video an der Zürcher Hochschule der Künste mit Diplom ab. Es folgten verschiedene Arbeiten im Bereich Drehbuch, Regie-Assistenz und Regie. 2000 wurde sein Kurzfilm Einladung auf dem Lande für den Narcisse Award auf dem Neuchâtel International Fantastic Film Festival nominiert. In den Jahren 2008, 2009 und 2018 folgten Nominierungen für den Schweizer Filmpreis in der Kategorie Bestes Drehbuch.

## Filmografie (Auszug)

### Nur Drehbuch
- 2000: Das Fähnlein der sieben Aufrechten
- 2006: Schwarze Schafe
- 2007: Breakout
- 2008: Happy New Year
- 2009: Räuberinnen
- 2018: Mario
- 2019: Der Bestatter (Staffel 6)
- 2022: Davos 1917 (Staffel 1)

### Regie
- 2003: Alles wird gut